# چونی (داغستان)
چونی (به لاتین: Chuni) یک منطقهٔ مسکونی در روسیه است که در شهرستان لواشینسکی واقع شده‌است.